# Abathur
Abathur ou Abathar Muzania é um ser angélico mencionado na literatura dos mandeus. Ele é descrito como tendo a responsabilidade de pesar as almas dos falecidos e mesurar o seu valor e merecimento, usando um conjunto de escalas para faze-lo. Ele também é descrito como sendo o anjo da estrela norte.